# Rue Bourseul
La rue Bourseul est une voie du 15e arrondissement de Paris, en France. 

## Situation et accès
La rue Bourseul est une voie privée ouverte au passage des piétons située dans le 15e arrondissement de Paris.
 Elle débute au 12, rue des Favorites et se termine au 17, rue d'Alleray.

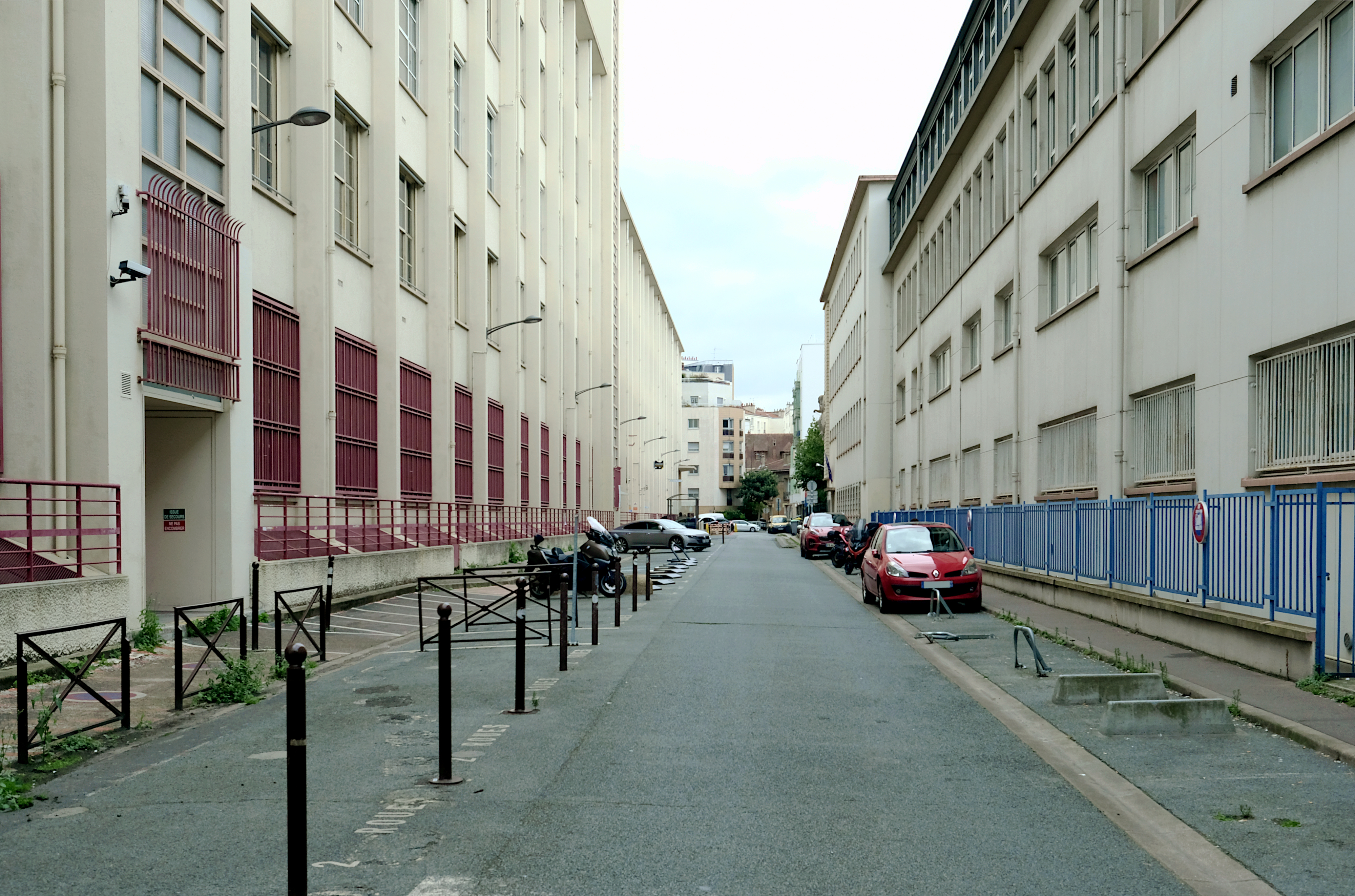
La rue vue de la rue des Favorites.
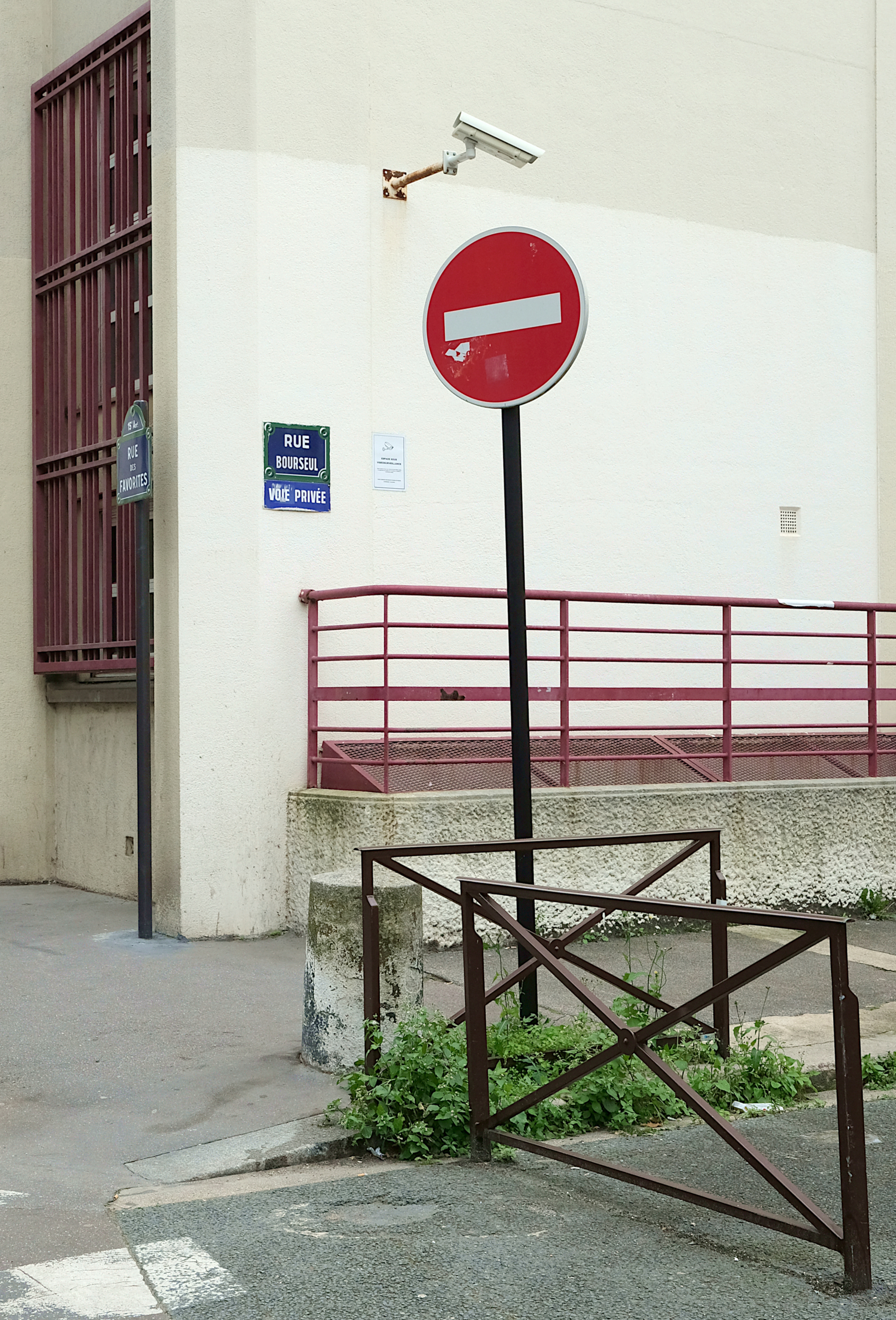
Une voie privée.

## Origine du nom
Elle est dénommée en l'honneur de l'inventeur français Charles Bourseul (1829-1912).

## Historique
Cette rue est ouverte et prend sa dénomination actuelle en 1935, comme voie privée, par l'administration des PTT.